# Saturnia josephinae
Saturnia josephinae är en fjärilsart som beskrevs av Karl Schawerda 1923. Saturnia josephinae ingår i släktet Saturnia och familjen påfågelsspinnare. Inga underarter finns listade.